# Live Herald
Albums de Steve Hillage
Green
(1978) Rainbow Dome Musick
(1979)
Live Herald est le premier album en concert du guitariste britannique Steve Hillage. Il regroupe des titres de ses 3 premiers albums. Il a été enregistré entre Mars 1977 et Aout 1978 sur différents concerts.

## Liste des titres

### Double vinyle
Face A
1. Salmon Song - 7:36  (Rainbow Theatre, Londres, 26 mars 1977)
2. The Dervish Riff - 4:17 (Rainbow Theatre, Londres, 26 mars 1977)
3. Castle in the Clouds - Hurdy Gurdy Man - 7:02 (Rainbow Theatre, Londres, 26 mars 1977)

Face B
1. Light in the Sky - 5:16 (Oxford Polytechnic, 25 mai 1978)
2. Searching for the Spark - 11:11 (Marquee Club, Londres, 7 août 1978)
3. Electrick Gypsies - 5:55  (Rainbow Theatre, Londres, 3 novembre 1977)

Face C
1. Radiom - Lunar Musick Suite - Meditation of the Dragon - 15:23 (Rainbow Theatre, Londres, 26 mars 1977)
2. It's All Too Much - The Golden Vibe - 6:47 (Oxford Polytechnic, 25 mai 1978)

Face D (Studio)
1. Talking to the Sun - 5:56
2. 1988 Aktivator - 2:30
3. New Age Synthesis (Unzipping The Zype) - 8:47
4. Healing Feeling - 6:09

### Édition CD
1. Salmon Song - 7:40
2. The Dervish Riff - 4:21
3. Castle in the Clouds - Hurdy Gurdy Man - 7:05
4. Light in the Sky - 5:17
5. Searching for the Spark - 11:13
6. Electrick Gypsies - 5:59
7. Radiom - Lunar Musick Suite - Meditation of the Dragon - 14:49
8. It's All Too Much - The Golden Vibe - 7:45

## Musiciens
- Steve Hillage : guitare, chant, synthétiseur
- Christian Boulé : guitares (1-4, 7, 8)
- Colin Bass : basse (1-3, 7)
- John McKenzie : basse, chœurs (4, 8)
- Curtis Robertson : basse (5, 6)
- Basil Brooks : synthétiseur, flute, séquenceurs(1-3, 7)
- Phil Hodge : claviers (1-3, 7)
- Miquette Giraudy : synthétiseur, séquenceurs, cloches, chœurs
- Clive Bunker : batterie (1-3, 7)
- Andy Anderson : batterie (4, 8)
- Joe Blocker : batterie, chœurs (5, 6)